# Bulgaarse grondwet (1947)
De Bulgaarse grondwet van 1947, bijgenaamd de Dimitrov-grondwet (naar premier Georgi Dimitrov) verving de zogenaamde "Tarnovo-grondwet" van 1879. De nieuwe grondwet, aangenomen door het door communisten gedomineerde parlement stemde grotendeels overeen met de grondwet van de Sovjet-Unie uit 1936. Anders dan de laatste, bevestigde de Bulgaarse grondwet van 1947 het recht op particulier eigendom (cap. II, 6). Daarnaast garandeerde de grondwet allerlei burgerlijke vrijheden, zoals vrijheid van meningsuiting, drukpers, vergadering etc. 
De grondwet van 1947 werd in 1971 afgelost door een nieuwe constitutie.